# Chavarche Missakian
Chavarche Missakian (en arménien Շաւարշ Միսաքեան), né en 1884 à Zmara ou Zimmara (Empire ottoman) et mort le 26 janvier 1957 à Neuilly-sur-Seine, est un journaliste et intellectuel arménien connu pour avoir fondé et dirigé le journal arménien Haratch à Paris entre 1925 et 1957.

## Biographie

### Débuts dans l'Empire ottoman
Chavarche Missakian est né en 1884 à Zmara, près de Sivas, province arménienne de l'Empire ottoman. Il grandit à Constantinople, fait ses études au lycée arménien Guétronagan (Կեդրոնական վարժարան) et y devient journaliste à partir de l'âge de 16 ans.
Il commence en tant qu'homme à tout faire et chroniqueur au sein du quotidien arménien Sourhandak. Sous le sultan Abdülhamid II, il publie et distribue de la littérature révolutionnaire et travaille pour les journaux dachnak Droschak et Razmig. En 1908, avec Zabel Essayan, Kégham Parseghian et Vahram Tatoul notamment, il fonde, après le rétablissement de la constitution ottomane à la suite de la révolution des Jeunes-Turcs, l’hebdomadaire littéraire stambouliote Aztag. Charvarche Missakian fonde aussi dans la foulée la librairie Ardziv. Il est membre du comité Vishap, issu de la Fédération révolutionnaire arménienne (FRA).

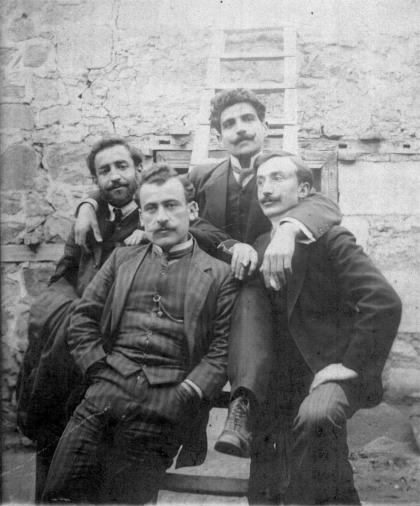
Chavarche Missakian (centre) vraisemblablement le 26 novembre 1911 à Erzurum.

En 1911, il s'installe pendant un an à Garin (Erzurum en turc), où il remplace le chroniqueur arménien assassiné Yeghiché Topjian pour le journal dachnak Haratch ; il se rend alors régulièrement dans les régions de Moush et de Sassoun, escorté d'une compagnie armée dirigée par Stepan Zorian (aussi connu sous le nom de Rostom). Il retourne ensuite à Constantinople et intègre la rédaction du journal Azatamart.
Il échappe à la rafle des intellectuels arméniens de la capitale ottomane du 24 avril 1915 et vit alors en clandestinité, période durant laquelle il fait parvenir au journal Hayastan de Sofia des informations, des articles sur les exactions exercées envers les Arméniens ; il reconnaît alors le caractère singulier des atrocités qui sont en train d'avoir lieu par rapport aux vexations connues par les Arméniens avant le génocide. Les autorités ottomanes ne parvenant pas à le localiser, elles décident de la déportation de son père à Konya, d'où ce dernier finit éventuellement par s'échapper. Chavarche Missakian est dénoncé par un espion bulgare en tentant de gagner la Bulgarie et finit par se faire arrêter le 26 mars 1916, puis est emprisonné et torturé (il se jette du troisième étage de sa prison pour s'enfuir, sans succès). Il est condamné à mort mais sa peine est commuée à cinq ans de prison. Il est finalement libéré après l'armistice de Moudros.
Après la guerre, il est nommé rédacteur en chef du journal stambouliote Djagadamard, quotidien de la FRA,. En 1919, il participe au neuvième Congrès de la FRA à Erevan et est élu au Parlement de l'éphémère Première République d'Arménie.

### Exil en France

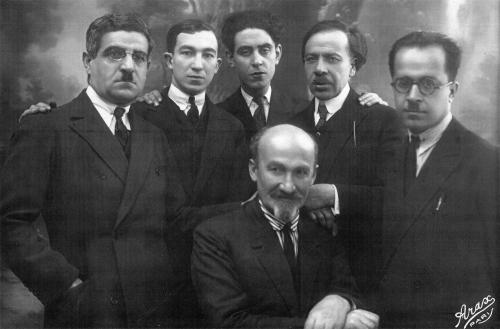
Rédaction du journal Haratch en février 1928. De gauche à droite : Chavarche Missakian, Armen Lubin, Nechan Bechiktachlian, Melkon Kebabdjian, Chavarch Nartouni et Teotig (assis).

En novembre 1922, Chavarche Missakian est obligé de s'exiler à Sofia, où il se marie avec Dirouhie Azarian (1891-1964), enseignante à Dörtyol en 1913, puis comptable du journal Djagadamard. Il est envoyé à Paris en novembre 1924 par la FRA pour animer la toute nouvelle communauté arménienne qui s’y est formée. Il est aussi, et surtout, envoyé dans la capitale française pour participer au dixième Congrès de la FRA (novembre 1924 – janvier 1925). À l'occasion du Congrès, il est élu élu membre du Bureau de la FRA,, rôle qu'il tient jusqu'en 1933. Chavarche Missakian participe aussi au journal Troshak, organe de la FRA qui avait déménagé dans la capitale française, dans la deuxième partie des années 1920, avec Arshag Jamalian et Simon Vratsian, dernier Premier ministre de la Première république d'Arménie.
Peu après, il fonde 1er août 1925 en son propre nom le journal Haratch, quotidien en langue arménienne. Il paraît sans interruption jusqu'à l'Occupation, moment où Chavarche Missakian, socialiste convaincu (le journal socialiste Le Populaire le désigne comme un « camarade »), saborde volontairement son journal par antinazisme, puis le fait reparaître après la Libération. Sa femme y participe en signant des billets d’humeur sous les pseudonymes de Sossi ou Nodji. En 1942-1943, il fait paraître la revue clandestine Haygachên (Հայկաշէն, 2 numéros), puis la revue Aradzani (Արածանի, « Un confluent ») en 1944-1945, qui connaît 3 numéros.
En 1945, Chavarche Missakian se charge d’organiser les jeunes de la « nouvelle génération » arménienne de France en fondant le Nor Séround (principale organisation de jeunesse militante, affiliée à la FRA) et en leur offrant un journal, Haïastan, qui est encore publié aujourd’hui.
Après la Seconde Guerre mondiale, l'URSS autorise et encourage le « Nerkaght », c'est-à-dire l'immigration des Arméniens de la diaspora en RSS d'Arménie, en particulier pour combler les pertes subies par les Arméniens soviétiques pendant le conflit ; environ 150 000 personnes répondent à l'appel. Chavarche Missakian tente alors en vain de décourager les candidats au départ en les mettant en garde contre les fortes déceptions, et leur recommande d'accepter la « rose avec les épines ».
Chavarche Missakian dirige Haratch jusqu'à son dernier souffle, et c'est sa fille Arpik Missakian qui lui succède. Il meurt le 26 janvier 1957 à Neuilly-sur-Seine et est enterré au cimetière du Père-Lachaise le 31 janvier 1957.

## Œuvre
- (hy) Օրեր եւ ժամեր [« Jours et heures »], Paris,‎ 1958[13]
- Face à l'innommable : avril 1915  (trad. Arpik Missakian, postface Krikor Beledian), Marseille, Éditions Parenthèses, coll. « Diasporales », 2015, 144 p. (ISBN 978-2-86364-299-3)
- (hy) Մեծ Եղեռնի առաջին վաւերագրողը [« Le premier témoin du Grand crime »], Antélias, Éditions du Catholicossat arménien de Cilicie,‎ 2017, 483 p. (ISBN 978-9953039695)

## Hommages
- Place Chavarche-et-Arpik-Missakian (place Chavarche-Missakian jusqu'en mars 2022), dans le quartier du Faubourg-Montmartre du 9e arrondissement de Paris. Lors de son discours d'inauguration, le maire de Paris Bertrand Delanoë qualifie Chavarche Missakian comme un homme « fier de ses valeurs et de l’Histoire », « fier d’être Arménien et d’être Parisien (et qui) honore Paris en prenant toute sa place dans la profondeur de notre identité »[5].
- Une exposition éphémère lui est consacrée entre le 6 et le 8 février 2008 à la Maison des étudiants arméniens[14].